# 14054 Dušek
14054 Dušek è un asteroide della fascia principale. Scoperto nel 1996, presenta un'orbita caratterizzata da un semiasse maggiore pari a 2,4194570 UA e da un'eccentricità di 0,1842019, inclinata di 3,93650° rispetto all'eclittica.
L'asteroide è dedicato all'astronomo ceco Jiří Dušek.